# اولاغچی
اولاغْچی (مغولی: Улаагч Хаан؛ unknown – 1257) فرمانده نظامی، و سیاستمدار بود. سومین خان (عنوان) اردوی آبی و اردوی زرین بود که در سال ۱۲۵۷ کمتر از یک سال حکومت کرد.
به گفتة عطاملک جوینی، به هنگام در گذشت باتوخان، پسرش سَرْتاق در راه دربار خان بزرگ بود. وی به سفر خود ادامه داد و منکو او را جانشین پدر نامید؛ اما سرتاق اندکی بعد درگذشت. اولاغْچی، امیرزادهٔ جوانی که پسر یا برادر او بود، به جانشینی او نشست و بُراقْچین، بیوهٔ باتو، نایب السلطنه شد. بر اساس سالنامه‌های روسی، شاهزادگان روس در ۶۵۵/۱۳۵۷ از «اردوی اولاغچی» دیدن کرده‌اند. پس از مرگ خان جوان، که احتمالاً در همان سال اتفاق افتاد، حکومت به برکه خان رسید.